# Wiktor Hoppe
Wiktor Hoppe pseud. Wawrzon (ur. 21 maja 1898 w Warszawie, zm. 14 stycznia 1969 w Pruszkowie) – działacz komunistyczny i związkowy.
Syn robotnika Adolfa, po ukończeniu szkoły podstawowej w 1913 został robotnikiem w fabryce maszyn w Pruszkowie. W tym czasie zaczął nawiązywać kontakty z działaczami SDKPiL, 15 VI 1915 aresztowany pod zarzutem przynależności do tej partii i po kilku miesiącach zesłany na Syberię. W 1917 wcielony do rosyjskiej armii, brał udział w rewolucji październikowej i uczestniczył w walkach w Moskwie i Orszy. IX 1918 wrócił do kraju i 1918/1919 organizował w Pruszkowie Rady Delegatów Robotniczych (RDR) i KPRP. XII 1918 na I okręgowej konferencji KPRP Warszawa-Podmiejska wybrany członkiem Komitetu Okręgowego (KO) KPRP. Latem 1919 na 2 miesiące aresztowany za działalność komunistyczną. 1920 udał się do Francji, gdzie do 1922 był robotnikiem w zakładach metalowych w Verdun. Po powrocie do kraju pracował w Towarzystwie Zakupów dla Przemysłu Graficznego w Warszawie, później w zakładach metalowych Stowarzyszenia Mechaników Polskich z Ameryki. Działał w KPP i w Związku Robotników przemysłu Metalowego, 1935-1939 był delegatem robotników swojego zakładu. Podczas okupacji działacz grup sabotażowych na terenie zakładów w Pruszkowie, pomagał również osobom ukrywającym się przed Niemcami. Od 1943 członek PPR, od 1948 PZPR. 1949–1952 był przewodniczącym Powiatowej Rady Związków Zawodowych (RZZ) w Pruszkowie. Od 1958 na rencie, mimo to pracował społecznie m.in. w Komisji Historii Partii przy Komitecie Powiatowym (KP) PZPR w Pruszkowie. Odznaczony m.in. Krzyżem Oficerskim Orderu Odrodzenia Polski.